# 阿文丁山

罗马七座山丘

阿文丁山或阿文提诺山（拉丁語：Aventinus mons）是古代罗马城所在的罗马七座山丘之一。  

## 神话
维吉尔写道，Cacus住在阿文提诺山的山洞，因为偷了巨人革律翁的牛群，而被赫剌克勒斯杀死。蒂托·李维写道，雷穆斯在创建罗马后，选择阿文提诺山作为观测站，而罗慕路斯选择帕拉提诺山 
  
在现代，阿文提诺山包括西北和东南两座山丘，但是在罗慕路斯与雷穆斯的时代，阿文提诺山只包括西北山丘。雷穆斯站在东南山丘，罗慕路斯站在西北山丘。后来两座山丘合称阿文提诺山。因此，罗慕路斯与雷穆斯所站的是今天同一座山丘。为了保持两人站在不同山丘的形像，将罗慕路斯的位置更换到他创建城市的帕拉提诺山，而雷穆斯的位置留在阿文提诺山 。

## 历史
在罗马创建很久以后，阿文提诺山才成为城市本身的一部分。Strabo地理认为阿文提诺山由罗马的第四代国王安库斯·马尔契乌斯（640-616 BC）并入罗马，以加固城防，保护其免受侵略。罗马神话相信阿文提诺山并入罗马市是在公元前6世纪中叶罗马的第六代国王塞尔维乌斯·图利乌斯统治时期建造塞维安城墙。但是城墙的修建可能不会早于公元前393年罗马人征服維愛，控制了生产塞维安墙所用特殊类型石头的采石场。许多学者相信城墙修建于公元前387年被高卢人征服之后。
在王政时代和共和时代早期，阿文提诺山是罗马的郊区。直到公元前456年通过了一项法律，允许平民在山上拥有产业。因此，该市开始扩张到城墙外的 阿文提诺山和Campus Martius。这次扩张使得高卢人侵略罗马变得容易。因此修筑了新的城墙，将包括阿文提诺山在内的新市区包括在内。
在法西斯时期，在吉亚科莫·马泰奥蒂被谋杀后，许多反对派代表退到此山。所谓“阿文提诺分裂”结束了他们在国会的存在和他们的政治活动。
现在这座山丘是一个优雅的住宅区，富于建筑特色。